# Hermann Kleinau
Hermann Kleinau (* 14. Juli 1902 in Stadtoldendorf; † 18. Januar 1978 in Braunschweig) war ein deutscher Jurist, Historiker, Archivar und von 1938 bis zu seiner Pensionierung 1967 Leiter des Staatsarchivs Wolfenbüttel.

## Leben und Werk
Kleinau war der Sohn des Braunschweigischen Stadtschuldirektors Ernst Kleinau. Er besuchte zunächst die Grundschule in Schöppenstedt und anschließend das Wilhelm-Gymnasium in Braunschweig. Nach dem Abitur studierte er von 1921 bis 1925 Rechtswissenschaften an den Universitäten Marburg und Leipzig. Seine Dissertation wurde 1929 unter dem Titel „Der Grundzins in der Stadt Braunschweig bis 1350“ veröffentlicht. Von 1929 bis 1930 studierte Kleinau in Göttingen und Berlin und bestand 1931 die Abschlussprüfung des ersten Jahrgangs am Preußischen Institut für Archivwissenschaft in Berlin-Dahlem. Im Anschluss daran war er bis 1936 im Preußischen Staatsarchiv Königsberg tätig. Darauf folgte eine Anstellung als Archivrat im Reichsarchiv in Potsdam.

### Leitung des Staatsarchivs Wolfenbüttel
1938 wurde Kleinau Leiter und 1939 Direktor des Staatsarchivs in Wolfenbüttel. Nach Kriegsende gelang es ihm zusammen mit seinen Mitarbeitern, das in neue Räumlichkeiten umgezogene Staatsarchiv den modernen Bedürfnissen der Nachkriegszeit an eine Behörde und Stätte der Forschung anzupassen. Vom ersten Tag des Zweiten Weltkrieges an Soldat, war Kleinau bis Kriegsende in der Wehrmacht, zuletzt als Hauptmann bei der Schlacht um Breslau im Januar 1945, an deren Anschluss er in sowjetische Kriegsgefangenschaft geriet, aus der er erst 1949 nach Wolfenbüttel zurückkehrte. 1967 wurde Kleinau in den Ruhestand verabschiedet.

### Mitgliedschaften
Seit 1939 war Kleinau Vorsitzender des Braunschweigischen Geschichtsvereins, musste die Position sowie seine Mitarbeit dort aber aufgrund seiner Teilnahme am Zweiten Weltkrieg ruhen lassen. Im selben Jahr wurde er gewähltes Mitglied der Historischen Kommission für Niedersachsen und Bremen. 1965 wurde er in die Braunschweigische Wissenschaftliche Gesellschaft aufgenommen.
Sein Nachfolger im Amte des Leiters des Staatsarchivs Wolfenbüttel wurde Joseph König.

### Schriften (Auswahl)
- Der Grundzins in der Stadt Braunschweig bis 1350, Th. Weicher, Leipzig 1929 (Dissertation)
- Geschichte des Niedersächsischen Staatsarchivs in Wolfenbüttel, Vandenhoeck & Ruprecht, Göttingen 1953
- Übersicht über die Bestände des Niedersächsischen Staatsarchivs in Wolfenbüttel, Vandenhoeck & Ruprecht, Göttingen 1963
- Geschichtliches Ortsverzeichnis des Landes Braunschweig A–K, In: Veröffentlichungen der Historischen Kommission für Niedersachsen (Bremen und die ehemaligen Länder Hannover, Oldenburg, Braunschweig und Schaumburg-Lippe) XXX, Geschichtliches Ortsverzeichnis von Niedersachsen, 2, Land Braunschweig, August Lax Verlagsbuchhandlung, Hildesheim 1967
- Geschichtliches Ortsverzeichnis des Landes Braunschweig L–Z, In: Veröffentlichungen der Historischen Kommission für Niedersachsen (Bremen und die ehemaligen Länder Hannover, Oldenburg, Braunschweig und Schaumburg-Lippe), XXX, Geschichtliches Ortsverzeichnis von Niedersachsen, 2, Land Braunschweig August Lax Verlagsbuchhandlung, Hildesheim 1968
- Die von Werle im Raum Braunschweig, Nordharz, Halberstadt. Ein Beitrag zur Geschichte der welfischen Dienstmannschaft und zur Pfalzenforschung., Braunschweigischer Geschichtsverein, Braunschweig 1971